# Meliolomycetidae
De Meliolomycetidae vormen een subklasse van de klasse der Sordariomycetes.
Tot deze subklasse behoren velerlei vreemdsoortige schimmels op bladeren en stammen van planten. Het mycelium is donker en de asci liggen in laagjes. Het zijn vooral tropische schimmels. Er zijn ongeveer 1000 soorten.

## Taxonomie
De taxonomische indeling van de Meliolomycetidae is als volgt:
Subklasse: Meliolomycetidae
- Orde: Meliolales
  - Familie: Meliolaceae